# Brachythecium garhwalense
Brachythecium garhwalense là một loài rêu trong họ Brachytheciaceae. Loài này được Vohra mô tả khoa học đầu tiên năm 1980.